# Prataprajella turpiniicola
Prataprajella turpiniicola är en svampart som först beskrevs av Hosag., och fick sitt nu gällande namn av Hosag. 1992. Prataprajella turpiniicola ingår i släktet Prataprajella och familjen Meliolaceae.   Inga underarter finns listade i Catalogue of Life.